# Gangsta Rap (singel Curse)
Gangsta Rap jest pierwszym singlem promującym płytę Sinnflut niemieckiego rapera Curse. 
Utwór ten mówi o wpływie gangsterskich tekstów niemieckich raperów na młodzież.
Piosenka jest skrytym dissem na Bushido, który wiele razy niepochlebnie wypowiadał się o Curse w swoich utworach oraz wywiadach. 

## Lista utworów
1. Gangsta Rap (Single Version)
2. Struggle feat. Samir (Single Version)
3. Einsicht feat. Stress (Exclusive Song)
4. Einsicht, Nachtrag
5. Gangsta Rap (Instrumental Version)